# Asics
ASICS (アシックス?, Ashikkusu), nota fino al 1977 come Onitsuka Tiger, è un'azienda giapponese di articoli sportivi nata nel 1949. Produce calzature soprattutto da corsa ma anche da pallavolo, pallacanestro, calcio, rugby, tennis, padel, arti marziali, cricket, golf, wrestling, atletica leggera, cross-training, e molte altre discipline sportive. Il nome della società è l'acronimo della frase latina "Anima sana in corpore sano", variante della locuzione "Mens sana in corpore sano".

## Storia

Il vecchio logo Asics.

Fondata nel 1949 a Kōbe, in Giappone, da Kihachiro Onitsuka, l'azienda era inizialmente nota solo come Onitsuka Tiger e produceva unicamente scarpe da basket. Il 21 luglio 1977, la società Onitsuka Co. Ltd. si fuse con la GTO e la JELENK, formando la ASICS Corporation. Le calzature ASICS sono state introdotte negli Stati Uniti nel 1964 con il marchio Tiger, grazie all'accordo siglato con la Onitsuka da Phil Knight, futuro cofondatore di Nike. Nonostante il cambio di nome, una gamma vintage di scarpe Asics è ancora prodotta e venduta a livello internazionale con l'etichetta Onitsuka Tiger. Nel 2015, Asics ha lanciato il suo marchio di lifestyle "Asics Tiger" per commercializzare abbigliamento sportivo ispirato ai design dell'azienda dagli anni '70 agli anni '90.

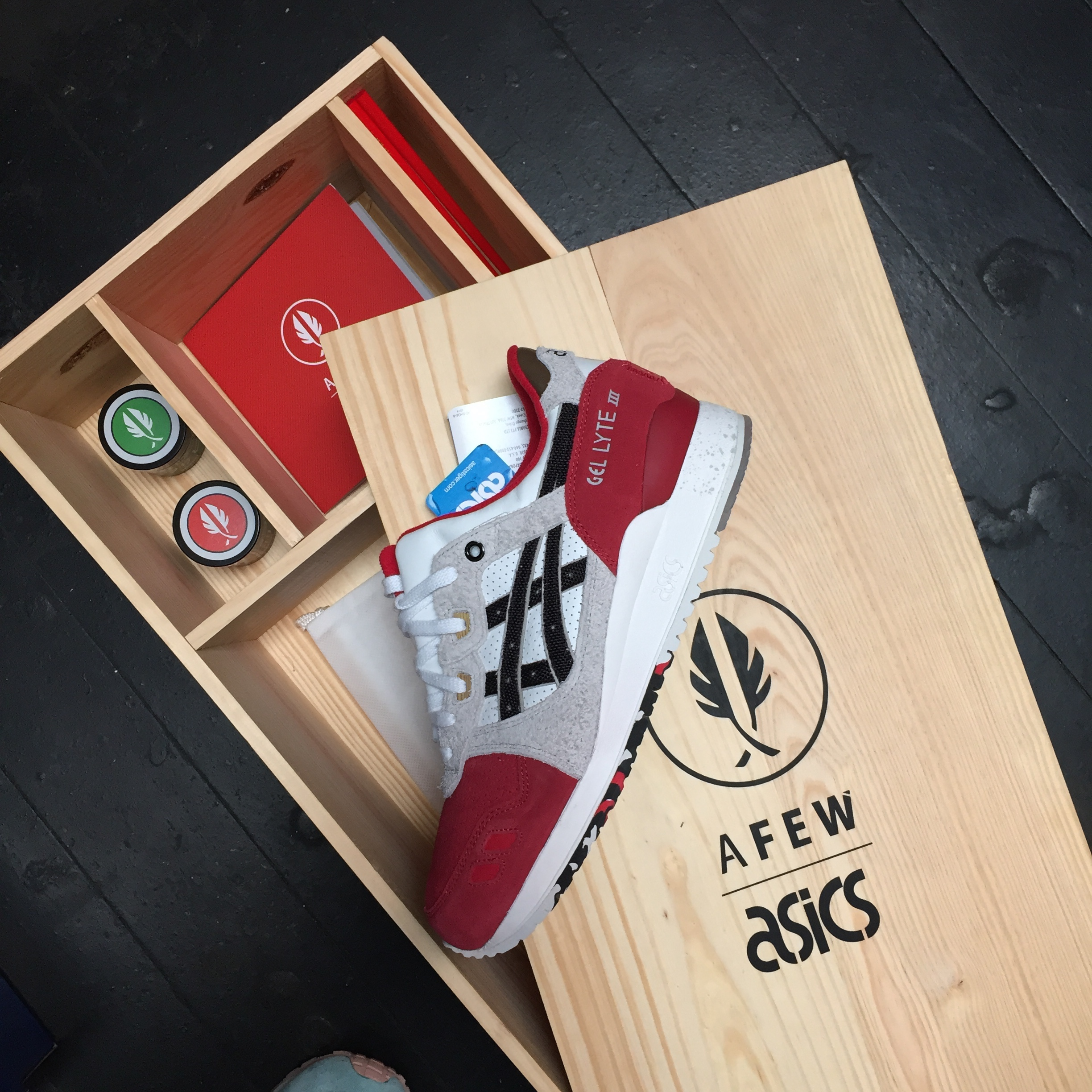
ASICS Afew Gel Lyte III 'Koi'

Nel marzo 2021, Asics ha lanciato Unoha (ウノハ), un marchio orientato alle donne. Il marchio vende principalmente i suoi prodotti online e non utilizza luoghi fisici diversi dai pop-up temporanei che appaiono in giro per il Giappone. Oltre ad essere un marchio di abbigliamento incentrato sulle donne, Unoha si è anche impegnata a utilizzare materiali organici e rispettosi dell'ambiente nei suoi prodotti. Il primo ambasciatore del marchio Unoha è stata Harumi Sato. Il 1° luglio 2024, Asics ha annunciato di aver interrotto Unoha il mese precedente dopo soli 3 anni di esistenza.
Asics ha generato 570,4 miliardi di yen di vendite nette e 35,2 miliardi di yen di utile netto nell'anno fiscale 2023. Il 50% delle entrate dell'azienda proveniva dalla vendita di scarpe da corsa ad alte prestazioni, il 33% da altre scarpe, il 6% da abbigliamento e attrezzature e l'11% da Onitsuka Tiger. Il 16% delle vendite dell'azienda è stato in Giappone, il 21% in Nord America, il 27% in Europa, il 14% in Cina e il 21% in altre regioni.

## Controversie
Nel marzo 2017, i dipendenti che assemblavano prodotti Asics in Cambogia sono svenuti a causa del fumo denso presente nella fabbrica in cui lavoravano. L'azienda ha risposto a questo dicendo che, insieme alla fabbrica in questione, avrebbe "affrontato misure specifiche, con particolare attenzione alla consapevolezza dei lavoratori e alla formazione in materia di salute e sicurezza, oltre a includere un sistema di ventilazione dell'aria migliorato".
Nel marzo 2021, mentre diversi marchi di abbigliamento occidentali hanno espresso preoccupazione per le accuse di lavoro uiguro forzato coinvolto nella produzione di cotone dello Xinjiang, Asics ha anche annunciato che l'uniforme della squadra olimpica australiana non conterrebbe cotone proveniente dallo Xinjiang.

## Sponsorizzazioni
- La sponsorizzazione più celebre è quella delle scarpette gialle di Bruce Lee abbinate alla famosa tuta gialla nel film L'ultimo combattimento di Chen.
- Nel 2003, compaiono ai piedi di Uma Thurman nel film Kill Bill: Volume 1 un paio di Asics gialle, che successivamente diventeranno iconiche e rilanceranno il brand anche nel mercato europeo e nord americano.
- Asics sponsorizza anche molte squadre maschili e femminili di livello nazionale di NAIA e NCAA, come anche le nazionali di: Brasile, Canada, Italia, Giappone, Porto Rico, Spagna e Svezia.
- Sponsorizzava anche i seguenti club calcistici italiani: Roma, Sampdoria, Genoa, Livorno, Lecce, Atalanta, Brescia, Cagliari, Torino, Cosenza, Salernitana, Reggiana, Reggina, Catanzaro e SPAL.
- Ha sponsorizzato anche pallavolo, football, netball, maratona, Sports Medicine Australia e i XX Giochi olimpici invernali.
- Ha sponsorizzato i Parramatta Eels della National Rugby League australiana dalla metà degli anni novanta fino alla fine del 2004, forniscono ancora di scarpe e apparecchiature sportive i giocatori, sempre in Australia, il Melbourne Football Club dell'Australian Football League ha Asics come sponsor.
- Fornitore tecnico della nazionale sudafricana di rugby, campione del mondo nel 2019, e della nazionale australiana.
- Asics sponsorizza la casa automobilistica Honda nella sua attività in Formula 1, come motorista dei team Red Bull Racing e Alpha Tauri.
- Sponsorizza diversi tennisti, tra cui Novak Đoković (scarpe), Borna Ćorić, Alex de Minaur, Matteo Berrettini (scarpe), Vasek Pospisil, Lorenzo Musetti e Jasmine Paolini.